# Managuameer
Het Managuameer (ook Xolotlánmeer genoemd, Spaans: Lago de Managua of Lago Xolotlán) is een zoetwatermeer in Nicaragua. Het meer bevindt zich in de departementen Managua en León en is ongeveer 65 bij 25 kilometer. Aan de zuidkust van het meer ligt de Nicaraguaanse hoofdstad Managua.
Via de Tipitapa staat het meer in verbinding met het Meer van Nicaragua. De in dat meer levende stierhaaien kunnen het Meer van Managua niet bereiken, vanwege de vervuiling. Het meer is namelijk sterk verontreinigd, vooral te wijten aan kwiklozingen van Eastman Kodak. In Managua is een programma begonnen om de vervuiling te verminderen.
Hoewel de Grote Oceaan zich slechts op enkele tientallen kilometers bevindt, staat het meer in verbinding met de Caribische Zee via de Tipitaparivier, het Meer van Nicaragua en de San Juan. 
In 1998 stuwde orkaan Mitch het water drie meter op, waardoor veel huizen vernield werden.
In het meer ligt het schiereiland Chiltepe met daarop de vulkaan Apoyeque. Aan de noordwestzijde van het meer ligt de vulkaan Momotombo. In het meer ligt ook het vulkaaneilandje Momotombito.